# Casteldimezzo
Casteldimezzo est un hameau de la municipalité de Pesaro, dont il est devenu partie intégrante en 1929, faisant auparavant depuis 1869 partie de la municipalité de Fiorenzuola di Focara .

## Géographie
Le hameau est situé sur une colline surplombant la mer, à environ 200 m d'altitude, d'où, les jours de ciel clair, il est possible de voir le panorama de Fano à Ravenne. Le territoire de Casteldimezzo est inclus dans le parc naturel régional de Monte San Bartolo.

## Histoire
Déjà dénommée Castrum Medi (« Ville au milieu ») en raison de la position intermédiaire entre le village de Fiorenzuola di Focara (it) et Gradara, son histoire remonte au Moyen Âge. Contesté entre les diocèses de Ravenne et Pesaro, il est passé entre les mains de la famille Malatesta, puis de la famille Sforza et enfin de la famille Della Rovere.
Dans l'église du village, une épigraphe raconte comment, en 1517, une armée composée d'environ 7 000 florentins fuyant les troupes du duché d'Urbino, venues reprendre le contrôle du territoire, assiégea la ville. Les habitants se sont alors tournés, à la fin de leur siège, vers le crucifix en bois « apporté de la mer » présent dans l'église, qui a fait le miracle : une source d'eau douce a commencé à couler à l'intérieur des murs, laissant la place aux assiégés de résister jusqu'à la démobilisation des troupes assiégeantes, atteinte par l'armée d'Urbino.
A la Renaissance, en 1648, la corrosion marine de la colline a provoqué l'effondrement d'environ 50 % de la région de Casteldimezzo, réduisant le pays en ruine. Au fil du temps, la ville est devenue de plus en plus petit.

## Monuments et lieux d'intérêt

### Le Sanctuaire du Saint Crucifix
Le sanctuaire du Santissimo Crocifisso représente l'attraction principale de Casteldimezzo. Selon les sources historiques un navire marchand a fait naufrage entre [Fiorenzuola di Focara et Casteldimezzo dans les premières années du XVIe siècle, abandonnant une caisse contenant un crucifix aux vagues de l'Adriatique. Ce crucifix, œuvre de Jacobello del Fiore, s'est échoué sur la plage entre les deux villages. Il provoque un différend entre les deux villages pour savoir qui devrait conserver ce magnifique travail.
Décidant de confier la décision à la Providence, le Crucifix fut chargé sur une charrette tirée par deux bœufs, qui se dirigèrent immédiatement vers Casteldimezzo, s'arrêtant devant l'église, levant tout doute quant à la destination prévue par l'esprit divin. La dévotion au Crucifix est encore très forte aujourd'hui, à tel point que la traditionnelle Fête du Crucifix a lieu chaque année le lundi de Pâques. De nombreux miracles sont attribués au crucifix, dont le plus important et historique est précisément l'apparition de la source lors du siège des Médicis, en 1517.
Cependant, l'église de Casteldimezzo contient d'autres œuvres d'art : en plus de la chapelle latérale avec le crucifix et l'autel préconciliaire, en fait, derrière l'autel principal actuel, il y a un retable attribué à Francesco Zaganelli di Cotignola, restauré en 2010 et fierté du patrimoine culturel de Pesaro. Cette œuvre a été commandée en 1510 par Giovanni Sforza, lui aussi originaire de Cotignola. Lorsqu'au XVIe siècle, les catacombes romaines ont été vidées des restes des martyrs, certains d'entre eux ont été envoyés au couvent des moniales bénédictines de Pesaro. Le gouvernement de l'Italie unie en 1871 ordonna cependant sa fermeture et les restes, reconnus comme appartenant à Santa Vittoria, martyre du troisième siècle, furent transportés à Casteldimezzo, où se trouve toujours le sarcophage contenant les reliques, recouvert d'une précieuse représentation du saint. Le reliquaire est porté à l'épaule tout au long du parcours de procession qui se déroule lors de la fête traditionnelle du lundi de Pâques. Pour enfin rejoindre l'art ancien et moderne, dans le sanctuaire il y a, depuis 1982, une statue en bois de Loreno Sguanci, représentant Saint Maximilien Kolbe.
L'église possède également un clocher, reconstruit en 1957 après avoir été détruit par la foudre. Dans l'église se trouvent également quatre cloches datant de la fin du XIXe siècle.

## Économie

### Tourisme
La ville de Casteldimezzo est un exemple classique de la zone de Hautes Marches - Basse Romagne pour ses qualités artistiques (le pavage du centre historique est toujours l'original du XVIe siècle, avec des pavés carrés) et pour sa proximité avec des lieux d'intérêt touristique, balnéaire et culturel. Composée d'antiquités historiques authentiques, elle est très proche des zones balnéaires de Gabicce Mare, Cattolica et Baia Vallugola, ainsi que de la ville de Pesaro.
Parmi les villes les plus intéressantes d'un point de vue artistique et culturel se distinguent Fiorenzuola di Focara et Gradara, les deux mentionnées par Dante Alighieri dans lEnfer.
Sur la route de Colombarone il y a, de plus, la zone archéologique de Colombarone, datant de l'époque romaine.